# Agressor
Agressor is een Franse deathmetalband.

## Artiesten
- Alex Colin-Tocquaine - vocalist
- Adramelech - gitarist
- Joël Guigou - bassist
- Gorgor - drummer

## Vroegere leden
- Patrick Gibelin - gitarist
- Emmanuelle Ragot - gitarist
- J-M Libeer - bassist
- Laurent Luret - bassist
- Jean-Luc Falsini - drummer
- Thierry Pinck - drummer
- Steiphen Gwegwam - drummer
- Morten Nielsen - drummer
- Kai Hahto - drummer

## Discografie
- 1988 - Licensed to Thrash
- 1990 - Neverending Destiny
- 1992 - Towards Beyond
- 1993 - Satan's Sodomy
- 1994 - Symposium of Rebirth
- 2000 - Medieval Rites
- 2002 - The Spirit of Evil
- 2004 - The Merciless Onslaught